# 北海道道103号留辺蘂浜佐呂間線
北海道道103号留辺蘂浜佐呂間線（ほっかいどうどう103ごう るべしべはまさろません）は、北海道北見市と常呂郡佐呂間町を結ぶ道道（主要地方道）である。

## 概要

### 路線データ
- 起点：北海道北見市留辺蘂町旭中央（国道39号交点）
- 終点：北海道常呂郡佐呂間町浜佐呂間（国道238号交点）
- 総延長：50.487 km[1]
- 実延長：46.249 km[1]
- 重用延長：4.238 km[1]

## 歴史
- 1976年（昭和51年）8月31日 - 路線認定（路線番号は904）[2]。
- 1993年（平成5年）5月11日 - 建設省から、道道留辺蘂浜佐呂間線が留辺蕊浜佐呂間線として主要地方道に指定される[3]。
- 1994年（平成6年）10月1日 - 路線番号変更[4]。

## 路線状況

### 重複区間
- 国道333号：佐呂間町栄 - 佐呂間町若佐

## 地理

### 通過する自治体
- オホーツク総合振興局
  - 北見市
  - 常呂郡佐呂間町

### 交差する道路
北見市
- 国道39号 - 留辺蘂町旭中央（起点）

佐呂間町
- 国道333号 - 栄、若佐
- 北海道道685号計呂地若佐線 - 若佐
- 北海道道961号富武士佐呂間線 - 永代町
- 北海道道886号知来東線 - 知来
- 北海道道655号仁倉端野線 - 仁倉
- 国道238号 - 浜佐呂間（終点）

#### 沿線にある施設など
北見市
- 北見警察署留辺蘂交番
- 北見市立瑞穂中学校
- 瑞穂簡易郵便局

佐呂間町
- 北見栄郵便局
- 佐呂間町立若佐小学校
- 若佐郵便局
- 遠軽信用金庫佐呂間支店若佐出張所
- サロマ総合公園
- 佐呂間町営スキー場
- 佐呂間町役場
- 遠軽信用金庫佐呂間支店
- 佐呂間町農業協同組合